# Élections départementales de 2021 dans les Pyrénées-Atlantiques
Les élections départementales dans les Pyrénées-Atlantiques ont lieu les 20 et 27 juin 2021.

## Contexte départemental

### Assemblée départementale sortante
Avant les élections, le Conseil départemental des Pyrénées-Atlantiques est présidé par Jean-Jacques Lasserre (MoDem). Il comprend 54 conseillers départementaux issus des 27 cantons des Pyrénées-Atlantiques. 
| Président du conseil départemental   |       |        |      |                                |
| Jean-Jacques Lasserre (MoDem)        |       |        |      |                                |
| Parti                                | Sigle | Sigle  | Élus | Groupes                        |
| Majorité (32 sièges)                 |       |        |      |                                |
| Mouvement démocrate                  |       | MoDem  | 10   | Forces 64                      |
| Union des démocrates et indépendants |       | UDI    | 6    | Forces 64                      |
| La République en marche              |       | LREM   | 1    | Forces 64                      |
| Les Républicains                     |       | LR     | 8    | Droite républicaine pour le 64 |
| Divers droite                        |       | DVD    | 7    | Droite républicaine pour le 64 |
| Opposition (22 sièges)               |       |        |      |                                |
| Parti socialiste                     |       | PS     | 14   | Gauche départementale 64       |
| Divers gauche                        |       | DVG    | 6    | Gauche départementale 64       |
| Euskal Herria Bai                    |       | EH Bai | 2    | Non-inscrits                   |

## Système électoral
Les élections ont lieu au scrutin majoritaire binominal à deux tours. Le système est paritaire : les candidatures sont présentées sous la forme d'un binôme composé d'une femme et d'un homme avec leurs suppléants (une femme et un homme également).
Pour être élu au premier tour, un binôme doit obtenir la majorité absolue des suffrages exprimés et un nombre de suffrages au moins égal à 25 % des électeurs inscrits. Si aucun binôme n'est élu au premier tour, seuls peuvent se présenter au second tour les binômes qui ont obtenu un nombre de suffrages au moins égal à 12,5 % des électeurs inscrits, sans possibilité pour les binômes de fusionner. Est élu au second tour le binôme qui obtient le plus grand nombre de voix.

## Résultats à l'échelle du département

### Résultats par nuances
| Binômes                  | Binômes                             | Binômes                  | Premier tour | Premier tour | Premier tour | Second tour | Second tour   | Second tour | Total | +/-           |  |
| Binômes                  | Binômes                             | Binômes                  | Voix         | %            | Sièges       | Voix        | %             | Sièges      | Total | +/-           |  |
| ------------------------ | ----------------------------------- | ------------------------ | ------------ | ------------ | ------------ | ----------- | ------------- | ----------- | ----- | ------------- |  |
|                          | Divers gauche                       | DVG                      | 26 427       | 14,06        | 0            | 34 595      | 18,35         | 10          | 10    | 4             |  |
|                          | Union au centre et à droite         | UCD                      | 18 795       | 10,00        | 0            | 23 875      | 12,66         | 10          | 10    | Nv.           |  |
|                          | Régionaliste                        | REG                      | 22 283       | 11,85        | 0            | 23 505      | 12,47         | 2           | 2     | Nv.           |  |
|                          | Divers droite                       | DVD                      | 16 524       | 8,79         | 0            | 19 231      | 10,20         | 4           | 4     | 4             |  |
|                          | Divers centre                       | DVC                      | 13 117       | 6,98         | 0            | 17 318      | 9,19          | 8           | 8     | Nv.           |  |
|                          | Union à gauche                      | UG                       | 9 042        | 4,81         | 0            | 15 835      | 8,40          | 4           | 4     | 2             |  |
|                          | Union à gauche avec des écologistes | UGE                      | 9 555        | 5,08         | 0            | 10 862      | 5,76          | 0           | 0     | Nv.           |  |
|                          | Divers                              | DIV                      | 8 499        | 4,52         | 0            | 9 626       | 5,11          | 4           | 4     | 2             |  |
|                          | Les Républicains                    | LR                       | 6 835        | 3,64         | 0            | 8 722       | 4,63          | 4           | 4     | en stagnation |  |
|                          | Union à droite                      | UD                       | 6 237        | 3,32         | 0            | 8 585       | 4,55          | 4           | 4     | 2             |  |
|                          | Union au centre                     | UC                       | 4 769        | 2,54         | 0            | 5 702       | 3,02          | 2           | 2     | Nv.           |  |
|                          | Mouvement démocrate                 | MDM                      | 3 996        | 2,13         | 0            | 5 099       | 2,70          | 2           | 2     | 4             |  |
|                          | Écologiste                          | ECO                      | 7 292        | 3,88         | 0            | 3 133       | 1,66          | 0           | 0     | en stagnation |  |
|                          | Parti socialiste                    | SOC                      | 1 494        | 0,79         | 0            | 2 450       | 1,30          | 0           | 0     | 12            |  |
|                          | Rassemblement national              | RN                       | 24 123       | 12,83        | 0            |             |               |             | 0     |               |  |
|                          | Parti communiste français           | COM                      | 6 976        | 3,71         | 0            | 0           | en stagnation |             |       |               |  |
|                          | Droite souverainiste                | DSV                      | 1 157        | 0,62         | 0            | 0           | Nv.           |             |       |               |  |
|                          | Extrême gauche                      | EXG                      | 626          | 0,33         | 0            | 0           | Nv.           |             |       |               |  |
|                          | La France insoumise                 | FI                       | 253          | 0,13         | 0            | 0           | en stagnation |             |       |               |  |
|                          |                                     |                          |              |              |              |             |               |             |       |               |  |
| Suffrages exprimés       | Suffrages exprimés                  | Suffrages exprimés       | 188 000      | 95,67        |              | 188 538     | 92,80         |             |       |               |  |
| Votes blancs             | Votes blancs                        | Votes blancs             | 5 265        | 2,68         | 8 954        | 4,41        |               |             |       |               |  |
| Votes nuls               | Votes nuls                          | Votes nuls               | 3 236        | 1,65         | 5 670        | 2,79        |               |             |       |               |  |
| Total                    | Total                               | Total                    | 196 501      | 100          | 0            | 203 162     | 100           | 54          | 54    | en stagnation |  |
| Abstentions              | Abstentions                         | Abstentions              | 309 654      | 61,18        |              | 303 048     | 59,87         |             |       |               |  |
| Inscrits / participation | Inscrits / participation            | Inscrits / participation | 506 155      | 38,82        | 506 210      | 40,13       |               |             |       |               |  |

### Élus par canton
| Canton                                 | Conseiller Sortant           | Parti | Parti | Conseiller élu             | Parti | Parti |
| -------------------------------------- | ---------------------------- | ----- | ----- | -------------------------- | ----- | ----- |
| Anglet                                 | Patrick Chasseriaud          |       | LR    | Patrick Chasseriaud        |       | LR    |
| Anglet                                 | Nicole Darrasse              |       | UDI   | Nicole Darrasse            |       | UDI   |
| Artix et Pays de Soubestre             | Fabienne Costedoat-Diu       |       | MoDem | Fabienne Costedoat-Diu     |       | MoDem |
| Artix et Pays de Soubestre             | Bernard Dupont               |       | UDI   | Bernard Dupont             |       | UDI   |
| Baïgura et Mondarrain                  | Jean-Pierre Harriet          |       | DVD   | Jean-Pierre Harriet        |       | DVD   |
| Baïgura et Mondarrain                  | Isabelle Pargade             |       | UDI   | Isabelle Pargade           |       | UDI   |
| Bayonne-1                              | Sylvie Meyzenc               |       | DVD   | Sylvie Meyzenc             |       | DVD   |
| Bayonne-1                              | Claude Olive                 |       | LR    | Claude Olive               |       | LR    |
| Bayonne-2                              | Christophe Martin            |       | PS    | Joseba Erremundeguy        |       | DVC   |
| Bayonne-2                              | Juliette Muller              |       | PS    | Monia Evene-Matéo          |       | DVC   |
| Bayonne-3                              | Marie-Christine Aragon       |       | DVG   | Christine Lauqué           |       | LR    |
| Bayonne-3                              | Henri Etcheto                |       | PS    | Olivier Alleman            |       | LREM  |
| Biarritz                               | Maïder Arosteguy             |       | LR    | Martine Vals               |       | DVD   |
| Biarritz                               | Max Brisson                  |       | LR    | Max Brisson                |       | LR    |
| Billère et Coteaux de Jurançon         | Bernard Soudar               |       | PS    | Patrice Baduel             |       | DVG   |
| Billère et Coteaux de Jurançon         | Véronique Dehos              |       | DVG   | Véronique Dehos            |       | DVG   |
| Le Cœur de Béarn                       | Nadine Lambert               |       | DVG   | Nadine Barthe              |       | DVG   |
| Le Cœur de Béarn                       | Yves Salanave-Péhé           |       | DVG   | Yves Salanave-Péhé         |       | DVG   |
| Hendaye-Côte Basque-Sud                | Kotte Ecenarro               |       | PS    | Ider Elizalde              |       | EHBai |
| Hendaye-Côte Basque-Sud                | Chantal Kehrig-Cottençon     |       | PS    | Annie Poveda               |       | EHBai |
| Lescar, Gave et Terres du Pont-Long    | Sandrine Lafargue            |       | LR    | Sandrine Lafargue          |       | LR    |
| Lescar, Gave et Terres du Pont-Long    | Nicolas Patriarche           |       | LR    | Nicolas Patriarche         |       | LR    |
| Montagne Basque                        | Jean-Pierre Mirande          |       | MoDem | Jean-Pierre Mirande        |       | MoDem |
| Montagne Basque                        | Annick Trounday Idiart       |       | LREM  | Annick Trounday Idiart     |       | LREM  |
| Nive-Adour                             | Fabienne Ayensa              |       | EHBai | Maïder Behoteguy           |       | DVC   |
| Nive-Adour                             | Alain Iriart                 |       | EHBai | Marc Saint-Esteven         |       | DVC   |
| Oloron-Sainte-Marie-1                  | Jean-Claude Coste            |       | DVG   | Henri Bellegarde           |       | PS    |
| Oloron-Sainte-Marie-1                  | Marie-Lyse Bistué            |       | PS    | Marie-Lyse Bistué          |       | PS    |
| Oloron-Sainte-Marie-2                  | Anne Barbet                  |       | PS    | Laure Laborde              |       | DVC   |
| Oloron-Sainte-Marie-2                  | André Berdou                 |       | PS    | Clément Servat             |       | DVC   |
| Orthez et Terres des Gaves et du Sel   | Jacques Pédéhontaà           |       | DVD   | Jacques Pédéhontaà         |       | DVD   |
| Orthez et Terres des Gaves et du Sel   | Isabelle Antier              |       | MoDem | Isabelle Antier            |       | MoDem |
| Ouzom, Gave et Rives du Neez           | Jean Arriubergé              |       | DVG   | Jean Arriubergé            |       | DVG   |
| Ouzom, Gave et Rives du Neez           | Valérie Cambon               |       | DVG   | Valérie Cambon             |       | DVG   |
| Pau-1                                  | André Duchateau              |       | PS    | Franck Lamas               |       | G.s   |
| Pau-1                                  | Stéphanie Maza               |       | PS    | Stéphanie Maza             |       | PS    |
| Pau-2                                  | Marc Cabane                  |       | UDI   | Jean-François Maison       |       | DVG   |
| Pau-2                                  | Annie Hild                   |       | DVD   | Karine Péré                |       | DVG   |
| Pau-3                                  | André Arribes                |       | MoDem | André Arribes              |       | MoDem |
| Pau-3                                  | Monique Sémavoine            |       | MoDem | Monique Sémavoine          |       | MoDem |
| Pau-4                                  | Jean Lacoste                 |       | MoDem | Jean Lacoste               |       | MoDem |
| Pau-4                                  | Véronique Lipsos-Sallenave   |       | UDI   | Véronique Lipsos-Sallenave |       | UDI   |
| Pays de Bidache, Amikuze et Ostibarre  | Anne-Marie Bruthe            |       | MoDem | Anne-Marie Bruthe          |       | MoDem |
| Pays de Bidache, Amikuze et Ostibarre  | Jean-Jacques Lasserre        |       | MoDem | Jean-Jacques Lasserre      |       | MoDem |
| Pays de Morlaàs et du Montanérès       | Thierry Carrère              |       | MoDem | Thierry Carrère            |       | MoDem |
| Pays de Morlaàs et du Montanérès       | Isabelle Lahore              |       | MoDem | Isabelle Lahore            |       | MoDem |
| Saint-Jean-de-Luz                      | Isabelle Dubarbier-Gorostidi |       | LR    | Patricia Arribas-Olano     |       | LR    |
| Saint-Jean-de-Luz                      | Emmanuel Alzuri              |       | DVD   | Emmanuel Alzuri            |       | DVD   |
| Terres des Luys et Coteaux du Vic-Bilh | Geneviève Berge              |       | UDI   | Geneviève Berge            |       | UDI   |
| Terres des Luys et Coteaux du Vic-Bilh | Charles Pelanne              |       | DVD   | Charles Pelanne            |       | DVD   |
| Ustaritz-Vallées de Nive et Nivelle    | Philippe Echeverria          |       | DVD   | Philippe Echeverria        |       | DVD   |
| Ustaritz-Vallées de Nive et Nivelle    | Bénédicte Luberriaga         |       | DVD   | Bénédicte Luberriaga       |       | DVD   |
| Vallées de l'Ousse et du Lagoin        | Marie-Pierre Cabanne         |       | DVG   | Marie-Pierre Cabanne       |       | DVG   |
| Vallées de l'Ousse et du Lagoin        | Christian Petchot-Bacqué     |       | PS    | Michel Minvielle           |       | DVG   |

## Résultats par canton
Les binômes sont présentés par ordre décroissant des résultats au premier tour. En cas de victoire au second tour du binôme arrivé en deuxième place au premier, ses résultats sont indiqués en gras. 

### Canton d'Anglet
| Candidats                | Candidats                | Partis                   | Nuance                   | Premier tour | Premier tour | Second tour | Second tour |
| Candidats                | Candidats                | Partis                   | Nuance                   | Voix         | %            | Voix        | %           |
| ------------------------ | ------------------------ | ------------------------ | ------------------------ | ------------ | ------------ | ----------- | ----------- |
|                          | Patrick Chasseriaud      | LR                       | UCD                      | 2 535        | 42,55        | 3 502       | 58,84       |
|                          | Nicole Darrasse          | UDI                      | UCD                      | 2 535        | 42,55        | 3 502       | 58,84       |
|                          | Florence Mazeres         | PS                       | SOC                      | 1 494        | 25,08        | 2 450       | 41,16       |
|                          | Jérôme Pires             | PS                       | SOC                      | 1 494        | 25,08        | 2 450       | 41,16       |
|                          | Argentin Sylvain         | RN                       | RN                       | 933          | 15,66        |             |             |
|                          | Sylvette Téchené         | RN                       | RN                       | 933          | 15,66        |             |             |
|                          | Antoine Lenguin          | EH Bai                   | REG                      | 710          | 11,92        |             |             |
|                          | Corinne Manso            | EH Bai                   | REG                      | 710          | 11,92        |             |             |
|                          | Jean-Jacques Doyhenart   | PCF                      | COM                      | 286          | 4,80         |             |             |
|                          | Mireille Fouqueau        | PCF                      | COM                      | 286          | 4,80         |             |             |
|                          |                          |                          |                          |              |              |             |             |
| Suffrages exprimés       | Suffrages exprimés       | Suffrages exprimés       | Suffrages exprimés       | 5 958        | 97,05        | 5 952       | 93,60       |
| Votes blancs             | Votes blancs             | Votes blancs             | Votes blancs             | 116          | 1,89         | 263         | 4,14        |
| Votes nuls               | Votes nuls               | Votes nuls               | Votes nuls               | 65           | 1,06         | 144         | 2,26        |
| Total                    | Total                    | Total                    | Total                    | 6 134        | 100          | 6 359       | 100         |
| Abstention               | Abstention               | Abstention               | Abstention               | 11 942       | 66,05        | 11 725      | 64,84       |
| Inscrits / participation | Inscrits / participation | Inscrits / participation | Inscrits / participation | 18 081       | 33,95        | 18 084      | 35,16       |

### Canton d'Artix et Pays de Soubestre
| Candidats                | Candidats                | Partis                   | Nuance                   | Premier tour | Premier tour | Second tour | Second tour |
| Candidats                | Candidats                | Partis                   | Nuance                   | Voix         | %            | Voix        | %           |
| ------------------------ | ------------------------ | ------------------------ | ------------------------ | ------------ | ------------ | ----------- | ----------- |
|                          | Fabienne Costedoat-Diu   | LR                       | UCD                      | 3 882        | 42,99        | 4 871       | 55,69       |
|                          | Bernard Dupont           | UDI                      | UCD                      | 3 882        | 42,99        | 4 871       | 55,69       |
|                          | Amandine Painset         | DVG                      | DVG                      | 2 634        | 29,17        | 3 876       | 44,31       |
|                          | Jean-Bernard Prat        | DVG                      | DVG                      | 2 634        | 29,17        | 3 876       | 44,31       |
|                          | Roy-Roche Micheline      | RN                       | RN                       | 1 406        | 15,57        |             |             |
|                          | Cresson Nicolas          | RN                       | RN                       | 1 406        | 15,57        |             |             |
|                          | Stéphane Boudat          | EÉLV                     | ECO                      | 934          | 10,34        |             |             |
|                          | Aude Munoz               | EÉLV                     | ECO                      | 934          | 10,34        |             |             |
|                          | Brigitte Bompard         | DLF                      | DSV                      | 175          | 1,94         |             |             |
|                          | Christophe Gignol        | DLF                      | DSV                      | 175          | 1,94         |             |             |
|                          |                          |                          |                          |              |              |             |             |
| Suffrages exprimés       | Suffrages exprimés       | Suffrages exprimés       | Suffrages exprimés       | 9 031        | 95,52        | 8 747       | 92,71       |
| Votes blancs             | Votes blancs             | Votes blancs             | Votes blancs             | 277          | 2,93         | 443         | 4,70        |
| Votes nuls               | Votes nuls               | Votes nuls               | Votes nuls               | 147          | 1,55         | 245         | 2,60        |
| Total                    | Total                    | Total                    | Total                    | 9 455        | 100          | 9 435       | 100         |
| Abstention               | Abstention               | Abstention               | Abstention               | 12 036       | 56,00        | 12 060      | 56,11       |
| Inscrits / participation | Inscrits / participation | Inscrits / participation | Inscrits / participation | 21 491       | 44,00        | 21 495      | 43,89       |

### Canton de Baïgura et Mondarrain
| Candidats                | Candidats                | Partis                   | Nuance                   | Premier tour | Premier tour | Second tour | Second tour |
| Candidats                | Candidats                | Partis                   | Nuance                   | Voix         | %            | Voix        | %           |
| ------------------------ | ------------------------ | ------------------------ | ------------------------ | ------------ | ------------ | ----------- | ----------- |
|                          | Jean-Pierre Harriet      | DVD                      | DIV                      | 3 872        | 53,17        | 4 355       | 60,44       |
|                          | Isabelle Pargade         | UDI                      | DIV                      | 3 872        | 53,17        | 4 355       | 60,44       |
|                          | Txomin Hiriart-Urruty    | EH Bai                   | REG                      | 2 621        | 35,99        | 2 968       | 39,56       |
|                          | Magali Lartigue          | EH Bai                   | REG                      | 2 621        | 35,99        | 2 968       | 39,56       |
|                          | Gérard Moity             | RN                       | RN                       | 789          | 10,83        |             |             |
|                          | Marlène Moulin           | RN                       | RN                       | 789          | 10,83        |             |             |
|                          |                          |                          |                          |              |              |             |             |
| Suffrages exprimés       | Suffrages exprimés       | Suffrages exprimés       | Suffrages exprimés       | 7 282        | 96,16        | 7 503       | 94,68       |
| Votes blancs             | Votes blancs             | Votes blancs             | Votes blancs             | 193          | 2,55         | 256         | 3,23        |
| Votes nuls               | Votes nuls               | Votes nuls               | Votes nuls               | 98           | 1,29         | 166         | 2,09        |
| Total                    | Total                    | Total                    | Total                    | 7 573        | 100          | 7 925       | 100         |
| Abstention               | Abstention               | Abstention               | Abstention               | 11 212       | 59,69        | 10 863      | 57,82       |
| Inscrits / participation | Inscrits / participation | Inscrits / participation | Inscrits / participation | 18 785       | 40,31        | 18 788      | 42,18       |

### Canton de Bayonne-1
| Candidats                | Candidats                | Partis                   | Nuance                   | Premier tour | Premier tour | Second tour | Second tour |
| Candidats                | Candidats                | Partis                   | Nuance                   | Voix         | %            | Voix        | %           |
| ------------------------ | ------------------------ | ------------------------ | ------------------------ | ------------ | ------------ | ----------- | ----------- |
|                          | Sylvie Meyzenc           | LR                       | LR                       | 3 183        | 51,36        | 4 121       | 65,09       |
|                          | Claude Olive             | DVD                      | LR                       | 3 183        | 51,36        | 4 121       | 65,09       |
|                          | Bernard Marti            | EÉLV                     | UGE                      | 1 343        | 21,67        | 2 210       | 34,91       |
|                          | Élise Wilbois            | G.s                      | UGE                      | 1 343        | 21,67        | 2 210       | 34,91       |
|                          | Philippe Bouvet          | RN                       | RN                       | 806          | 13,00        |             |             |
|                          | Aurore Martinez          | RN                       | RN                       | 806          | 13,00        |             |             |
|                          | Emma Arestégui           | EH Bai                   | REG                      | 604          | 9,75         |             |             |
|                          | Giuliano Cavaterra       | EH Bai                   | REG                      | 604          | 9,75         |             |             |
|                          | Daniel Garcia            | PCF                      | COM                      | 262          | 4,23         |             |             |
|                          | Marie-José Rivas         | PCF                      | COM                      | 262          | 4,23         |             |             |
|                          |                          |                          |                          |              |              |             |             |
| Suffrages exprimés       | Suffrages exprimés       | Suffrages exprimés       | Suffrages exprimés       | 6 198        | 97,41        | 6 331       | 94,87       |
| Votes blancs             | Votes blancs             | Votes blancs             | Votes blancs             | 106          | 1,67         | 229         | 3,43        |
| Votes nuls               | Votes nuls               | Votes nuls               | Votes nuls               | 59           | 0,93         | 113         | 1,69        |
| Total                    | Total                    | Total                    | Total                    | 6 363        | 100          | 6 673       | 100         |
| Abstention               | Abstention               | Abstention               | Abstention               | 11 202       | 63,77        | 10 895      | 62,02       |
| Inscrits / participation | Inscrits / participation | Inscrits / participation | Inscrits / participation | 17 565       | 36,23        | 17 568      | 37,98       |

### Canton de Bayonne-2
| Candidats                | Candidats                | Partis                   | Nuance                   | Premier tour | Premier tour | Second tour | Second tour |
| Candidats                | Candidats                | Partis                   | Nuance                   | Voix         | %            | Voix        | %           |
| ------------------------ | ------------------------ | ------------------------ | ------------------------ | ------------ | ------------ | ----------- | ----------- |
|                          | Joseba Erremundeguy      | SE                       | DIV                      | 1 462        | 28,82        | 2 527       | 50,89       |
|                          | Monia Evene-Matéo        | SE                       | DIV                      | 1 462        | 28,82        | 2 527       | 50,89       |
|                          | Juliette Brocard         | PS                       | UG                       | 1 184        | 23,34        | 2 439       | 49,11       |
|                          | Christophe Martin        | PS                       | UG                       | 1 184        | 23,34        | 2 439       | 49,11       |
|                          | Julien Delion            | G.s                      | UGE                      | 876          | 17,27        |             |             |
|                          | Marie-Ange Thébaud       | EÉLV                     | UGE                      | 876          | 17,27        |             |             |
|                          | Dominique Gillet         | RN                       | RN                       | 843          | 16,62        |             |             |
|                          | Pascal Lesellier         | RN                       | RN                       | 843          | 16,62        |             |             |
|                          | Sébastien Aguer          | EH Bai                   | REG                      | 454          | 8,95         |             |             |
|                          | Ihintza Irungaray        | EH Bai                   | REG                      | 454          | 8,95         |             |             |
|                          | Laurie Etchépare         | LFI                      | FI                       | 253          | 4,99         |             |             |
|                          | Stéphane Tallard         | LFI                      | FI                       | 253          | 4,99         |             |             |
|                          |                          |                          |                          |              |              |             |             |
| Suffrages exprimés       | Suffrages exprimés       | Suffrages exprimés       | Suffrages exprimés       | 5 072        | 95,93        | 4 966       | 90,34       |
| Votes blancs             | Votes blancs             | Votes blancs             | Votes blancs             | 120          | 2,27         | 343         | 6,24        |
| Votes nuls               | Votes nuls               | Votes nuls               | Votes nuls               | 95           | 1,80         | 188         | 3,42        |
| Total                    | Total                    | Total                    | Total                    | 5 287        | 100          | 5 497       | 100         |
| Abstention               | Abstention               | Abstention               | Abstention               | 11 781       | 69,02        | 11 570      | 67,79       |
| Inscrits / participation | Inscrits / participation | Inscrits / participation | Inscrits / participation | 17 068       | 30,98        | 17 067      | 32,21       |

### Canton de Bayonne-3
| Candidats                | Candidats                | Partis                   | Nuance                   | Premier tour | Premier tour | Second tour | Second tour |
| Candidats                | Candidats                | Partis                   | Nuance                   | Voix         | %            | Voix        | %           |
| ------------------------ | ------------------------ | ------------------------ | ------------------------ | ------------ | ------------ | ----------- | ----------- |
|                          | Olivier Alleman          | LREM                     | UCD                      | 1 720        | 31,19        | 2 656       | 50,27       |
|                          | Christine Lauqué         | LR                       | UCD                      | 1 720        | 31,19        | 2 656       | 50,27       |
|                          | Florence Dupreuilh       | DVG                      | UG                       | 1 453        | 26,35        | 2 627       | 49,73       |
|                          | Henri Etcheto            | PS                       | UG                       | 1 453        | 26,35        | 2 627       | 49,73       |
|                          | Véronique Duprat         | EÉLV                     | ECO                      | 882          | 16,00        |             |             |
|                          | Mixel Esteban            | EÉLV                     | ECO                      | 882          | 16,00        |             |             |
|                          | Garbiñe Eraso            | EH Bai                   | REG                      | 818          | 14,83        |             |             |
|                          | Peio Héguy               | EH Bai                   | REG                      | 818          | 14,83        |             |             |
|                          | Mallaury Mouazan         | RN                       | RN                       | 641          | 11,62        |             |             |
|                          | Alban Raboteau           | RN                       | RN                       | 641          | 11,62        |             |             |
|                          |                          |                          |                          |              |              |             |             |
| Suffrages exprimés       | Suffrages exprimés       | Suffrages exprimés       | Suffrages exprimés       | 5 514        | 97,27        | 5 283       | 89,98       |
| Votes blancs             | Votes blancs             | Votes blancs             | Votes blancs             | 96           | 1,69         | 376         | 6,40        |
| Votes nuls               | Votes nuls               | Votes nuls               | Votes nuls               | 59           | 1,04         | 212         | 3,61        |
| Total                    | Total                    | Total                    | Total                    | 5 669        | 100          | 5 871       | 100         |
| Abstention               | Abstention               | Abstention               | Abstention               | 10 714       | 65,40        | 10 511      | 64,16       |
| Inscrits / participation | Inscrits / participation | Inscrits / participation | Inscrits / participation | 16 383       | 34,60        | 16 382      | 35,84       |

### Canton de Biarritz
| Candidats                | Candidats                          | Partis                   | Nuance                   | Premier tour | Premier tour | Second tour | Second tour |
| Candidats                | Candidats                          | Partis                   | Nuance                   | Voix         | %            | Voix        | %           |
| ------------------------ | ---------------------------------- | ------------------------ | ------------------------ | ------------ | ------------ | ----------- | ----------- |
|                          | Max Brisson                        | LR                       | UD                       | 2 139        | 32,08        | 3 637       | 53,72       |
|                          | Martine Vals                       | DVD                      | UD                       | 2 139        | 32,08        | 3 637       | 53,72       |
|                          | Mathieu Castaings                  | G.s                      | ECO                      | 1 253        | 18,79        | 3 133       | 46,28       |
|                          | Ana Ezcurra                        | EÉLV                     | ECO                      | 1 253        | 18,79        | 3 133       | 46,28       |
|                          | Josette Gazu                       | RN                       | RN                       | 909          | 13,63        |             |             |
|                          | Frank Perrin                       | RN                       | RN                       | 909          | 13,63        |             |             |
|                          | Jean-Baptiste Dussaussois-Larralde | DVD                      | UCD                      | 834          | 12,51        |             |             |
|                          | Corine Martineau                   | DVD                      | UCD                      | 834          | 12,51        |             |             |
|                          | Peio Abeberry                      | DVC                      | DVC                      | 711          | 10,66        |             |             |
|                          | Isabelle Auzémery                  | DVC                      | DVC                      | 711          | 10,66        |             |             |
|                          | Serge Betelu                       | EH Bai                   | REG                      | 691          | 10,36        |             |             |
|                          | Maialen Fauthoux                   | EH Bai                   | REG                      | 691          | 10,36        |             |             |
|                          | Sinclair Petit                     | SE                       | DIV                      | 131          | 1,96         |             |             |
|                          | Mahaut Thoa                        | SE                       | DIV                      | 131          | 1,96         |             |             |
|                          |                                    |                          |                          |              |              |             |             |
| Suffrages exprimés       | Suffrages exprimés                 | Suffrages exprimés       | Suffrages exprimés       | 6 668        | 96,22        | 6 770       | 92,12       |
| Votes blancs             | Votes blancs                       | Votes blancs             | Votes blancs             | 175          | 2,53         | 364         | 4,95        |
| Votes nuls               | Votes nuls                         | Votes nuls               | Votes nuls               | 87           | 1,26         | 215         | 2,93        |
| Total                    | Total                              | Total                    | Total                    | 6 930        | 100          | 7 349       | 100         |
| Abstention               | Abstention                         | Abstention               | Abstention               | 15 503       | 69,11        | 15 084      | 67,24       |
| Inscrits / participation | Inscrits / participation           | Inscrits / participation | Inscrits / participation | 22 433       | 30,89        | 22 433      | 32,76       |

### Canton de Billère et Coteaux de Jurançon
| Candidats                | Candidats                | Partis                   | Nuance                   | Premier tour | Premier tour | Second tour | Second tour |
| Candidats                | Candidats                | Partis                   | Nuance                   | Voix         | %            | Voix        | %           |
| ------------------------ | ------------------------ | ------------------------ | ------------------------ | ------------ | ------------ | ----------- | ----------- |
|                          | Patrice Baduel           | DVG                      | DVG                      | 2 121        | 38,63        | 2 813       | 50,44       |
|                          | Véronique Dehos          | DVG                      | DVG                      | 2 121        | 38,63        | 2 813       | 50,44       |
|                          | Fanny Bognard            | DVD                      | UCD                      | 2 100        | 38,25        | 2 764       | 49,56       |
|                          | Jean-Marc Grussaute      | DVD                      | UCD                      | 2 100        | 38,25        | 2 764       | 49,56       |
|                          | Jeanne Baradat           | RN                       | RN                       | 895          | 16,30        |             |             |
|                          | Philippe Brunet          | RN                       | RN                       | 895          | 16,30        |             |             |
|                          | Patrick Bérit-Debat      | PCF                      | COM                      | 374          | 6,81         |             |             |
|                          | Nadja Couratte-Arnaude   | PCF                      | COM                      | 374          | 6,81         |             |             |
|                          |                          |                          |                          |              |              |             |             |
| Suffrages exprimés       | Suffrages exprimés       | Suffrages exprimés       | Suffrages exprimés       | 5 490        | 97,03        | 5 577       | 94,27       |
| Votes blancs             | Votes blancs             | Votes blancs             | Votes blancs             | 88           | 1,56         | 172         | 2,91        |
| Votes nuls               | Votes nuls               | Votes nuls               | Votes nuls               | 80           | 1,41         | 167         | 2,82        |
| Total                    | Total                    | Total                    | Total                    | 5 658        | 100          | 5 916       | 100         |
| Abstention               | Abstention               | Abstention               | Abstention               | 9 858        | 63,53        | 9 603       | 61,88       |
| Inscrits / participation | Inscrits / participation | Inscrits / participation | Inscrits / participation | 15 516       | 36,47        | 15 519      | 38,12       |

### Canton du Cœur de Béarn
| Candidats                | Candidats                | Partis                   | Nuance                   | Premier tour | Premier tour | Second tour | Second tour |
| Candidats                | Candidats                | Partis                   | Nuance                   | Voix         | %            | Voix        | %           |
| ------------------------ | ------------------------ | ------------------------ | ------------------------ | ------------ | ------------ | ----------- | ----------- |
|                          | Nadine Barthe            | DVG                      | DVG                      | 3 730        | 46,17        | 5 045       | 66,30       |
|                          | Yves Salanave-Péhé       | DVG                      | DVG                      | 3 730        | 46,17        | 5 045       | 66,30       |
|                          | Marie-Jo Nousty          | SE                       | DIV                      | 1 708        | 21,14        | 2 564       | 33,70       |
|                          | Bernard Placé            | SE                       | DIV                      | 1 708        | 21,14        | 2 564       | 33,70       |
|                          | Corinne Anton            | RN                       | RN                       | 1 205        | 14,92        |             |             |
|                          | François Verrière        | RN                       | RN                       | 1 205        | 14,92        |             |             |
|                          | Michaël Augas            | EÉLV                     | ECO                      | 948          | 11,74        |             |             |
|                          | Cécile Faure             | EÉLV                     | ECO                      | 948          | 11,74        |             |             |
|                          | Anne Ganchou             | PCF                      | COM                      | 267          | 3,31         |             |             |
|                          | Eric Gonzalez            | PCF                      | COM                      | 267          | 3,31         |             |             |
|                          | Sylvaine Deltheil        | POID                     | EXG                      | 220          | 2,72         |             |             |
|                          | Aneoir Mssaade           | POID                     | EXG                      | 220          | 2,72         |             |             |
|                          |                          |                          |                          |              |              |             |             |
| Suffrages exprimés       | Suffrages exprimés       | Suffrages exprimés       | Suffrages exprimés       | 8 078        | 95,32        | 7 609       | 91,47       |
| Votes blancs             | Votes blancs             | Votes blancs             | Votes blancs             | 247          | 2,91         | 447         | 5,37        |
| Votes nuls               | Votes nuls               | Votes nuls               | Votes nuls               | 150          | 1,77         | 263         | 3,16        |
| Total                    | Total                    | Total                    | Total                    | 8 475        | 100          | 8 319       | 100         |
| Abstention               | Abstention               | Abstention               | Abstention               | 12 849       | 60,26        | 13 009      | 60,99       |
| Inscrits / participation | Inscrits / participation | Inscrits / participation | Inscrits / participation | 21 324       | 39,74        | 21 328      | 39,01       |

### Canton d'Hendaye-Côte Basque-Sud
| Candidats                | Candidats                | Partis                   | Nuance                   | Premier tour | Premier tour | Second tour | Second tour |
| Candidats                | Candidats                | Partis                   | Nuance                   | Voix         | %            | Voix        | %           |
| ------------------------ | ------------------------ | ------------------------ | ------------------------ | ------------ | ------------ | ----------- | ----------- |
|                          | Iker Elizalde            | EH Bai                   | REG                      | 1 730        | 29,31        | 3 110       | 52,18       |
|                          | Annie Poveda             | EH Bai                   | REG                      | 1 730        | 29,31        | 3 110       | 52,18       |
|                          | Chantal Kehrig-Cottençon | PS                       | UG                       | 1 573        | 26,65        | 2 850       | 47,82       |
|                          | Frédéric Tranche         | PS                       | UG                       | 1 573        | 26,65        | 2 850       | 47,82       |
|                          | Jean-Michel Berra        | SE                       | DIV                      | 1 326        | 22,46        |             |             |
|                          | Sylvie Estomba           | SE                       | DIV                      | 1 326        | 22,46        |             |             |
|                          | Florence Bélicard        | RN                       | RN                       | 803          | 13,60        |             |             |
|                          | Bruno Méric              | RN                       | RN                       | 803          | 13,60        |             |             |
|                          | Dominique Mélé           | PCF                      | COM                      | 471          | 7,98         |             |             |
|                          | Béatrice Tarriol         | PCF                      | COM                      | 471          | 7,98         |             |             |
|                          |                          |                          |                          |              |              |             |             |
| Suffrages exprimés       | Suffrages exprimés       | Suffrages exprimés       | Suffrages exprimés       | 5 903        | 95,01        | 5 960       | 88,51       |
| Votes blancs             | Votes blancs             | Votes blancs             | Votes blancs             | 175          | 2,82         | 487         | 7,23        |
| Votes nuls               | Votes nuls               | Votes nuls               | Votes nuls               | 135          | 2,17         | 287         | 4,26        |
| Total                    | Total                    | Total                    | Total                    | 6 213        | 100          | 6 734       | 100         |
| Abstention               | Abstention               | Abstention               | Abstention               | 10 801       | 63,48        | 10 282      | 60,43       |
| Inscrits / participation | Inscrits / participation | Inscrits / participation | Inscrits / participation | 17 014       | 36,52        | 17 016      | 39,57       |

### Canton de Lescar, Gave et Terres du Pont-Long
| Candidats                | Candidats                | Partis                   | Nuance                   | Premier tour | Premier tour | Second tour | Second tour |
| Candidats                | Candidats                | Partis                   | Nuance                   | Voix         | %            | Voix        | %           |
| ------------------------ | ------------------------ | ------------------------ | ------------------------ | ------------ | ------------ | ----------- | ----------- |
|                          | Sandrine Lafargue        | LR                       | LR                       | 3 652        | 44,00        | 4 601       | 53,67       |
|                          | Nicolas Patriarche       | LR                       | LR                       | 3 652        | 44,00        | 4 601       | 53,67       |
|                          | Rachel Courtoux          | EÉLV                     | UGE                      | 3 163        | 38,11        | 3 972       | 46,33       |
|                          | Christian Laine          | G.s                      | UGE                      | 3 163        | 38,11        | 3 972       | 46,33       |
|                          | Annie Dumas              | RN                       | RN                       | 1 079        | 13,00        |             |             |
|                          | Sylvain Gallouin         | RN                       | RN                       | 1 079        | 13,00        |             |             |
|                          | Michel Aguer             | PCF                      | COM                      | 406          | 4,89         |             |             |
|                          | Isabelle Bloch           | PCF                      | COM                      | 406          | 4,89         |             |             |
|                          |                          |                          |                          |              |              |             |             |
| Suffrages exprimés       | Suffrages exprimés       | Suffrages exprimés       | Suffrages exprimés       | 8 300        | 96,32        | 8 573       | 94,93       |
| Votes blancs             | Votes blancs             | Votes blancs             | Votes blancs             | 194          | 2,25         | 262         | 2,90        |
| Votes nuls               | Votes nuls               | Votes nuls               | Votes nuls               | 123          | 1,43         | 196         | 2,17        |
| Total                    | Total                    | Total                    | Total                    | 8 617        | 100          | 9 031       | 100         |
| Abstention               | Abstention               | Abstention               | Abstention               | 12 960       | 60,06        | 12 549      | 58,15       |
| Inscrits / participation | Inscrits / participation | Inscrits / participation | Inscrits / participation | 21 577       | 39,94        | 21 580      | 41,85       |

### Canton de Montagne Basque
| Candidats                | Candidats                | Partis                   | Nuance                   | Premier tour | Premier tour | Second tour | Second tour |
| Candidats                | Candidats                | Partis                   | Nuance                   | Voix         | %            | Voix        | %           |
| ------------------------ | ------------------------ | ------------------------ | ------------------------ | ------------ | ------------ | ----------- | ----------- |
|                          | Jean-Pierre Mirande      | MoDem                    | UC                       | 4 769        | 51,95        | 5 702       | 59,20       |
|                          | Annick Trounday Idiart   | LREM                     | UC                       | 4 769        | 51,95        | 5 702       | 59,20       |
|                          | Frantxoa Camus           | EH Bai                   | REG                      | 3 389        | 36,92        | 3 930       | 40,80       |
|                          | Anita Lopepe             | EH Bai                   | REG                      | 3 389        | 36,92        | 3 930       | 40,80       |
|                          | Jean-Patrice Bassano     | PCF                      | COM                      | 1 022        | 11,13        |             |             |
|                          | Annie Cazaban            | PCF                      | COM                      | 1 022        | 11,13        |             |             |
|                          |                          |                          |                          |              |              |             |             |
| Suffrages exprimés       | Suffrages exprimés       | Suffrages exprimés       | Suffrages exprimés       | 9 180        | 94,35        | 9 632       | 93,52       |
| Votes blancs             | Votes blancs             | Votes blancs             | Votes blancs             | 323          | 3,32         | 413         | 4,01        |
| Votes nuls               | Votes nuls               | Votes nuls               | Votes nuls               | 221          | 2,33         | 254         | 2,47        |
| Total                    | Total                    | Total                    | Total                    | 9 730        | 100          | 10 299      | 100         |
| Abstention               | Abstention               | Abstention               | Abstention               | 10 855       | 52,73        | 10 275      | 49,94       |
| Inscrits / participation | Inscrits / participation | Inscrits / participation | Inscrits / participation | 20 585       | 47,27        | 20 574      | 50,06       |

### Canton de Nive-Adour
| Candidats                | Candidats                | Partis                   | Nuance                   | Premier tour | Premier tour | Second tour | Second tour |
| Candidats                | Candidats                | Partis                   | Nuance                   | Voix         | %            | Voix        | %           |
| ------------------------ | ------------------------ | ------------------------ | ------------------------ | ------------ | ------------ | ----------- | ----------- |
|                          | Maïder Behoteguy         | DVC                      | DVC                      | 3 104        | 39,99        | 4 931       | 60,66       |
|                          | Marc Saint-Esteven       | DVC                      | DVC                      | 3 104        | 39,99        | 4 931       | 60,66       |
|                          | Mathieu Elgoyhen         | EH Bai                   | REG                      | 2 105        | 27,12        | 3 003       | 39,34       |
|                          | Martine Etchegoin        | EÉLV                     | REG                      | 2 105        | 27,12        | 3 003       | 39,34       |
|                          | Fabienne Ayensa          | REG                      | REG                      | 1 462        | 18,84        |             |             |
|                          | Jean-Paul Diribarne      | REG                      | REG                      | 1 462        | 18,84        |             |             |
|                          | Bernard Castro-Martinez  | RN                       | RN                       | 1 091        | 14,06        |             |             |
|                          | Christiane Marchal       | RN                       | RN                       | 1 091        | 14,06        |             |             |
|                          |                          |                          |                          |              |              |             |             |
| Suffrages exprimés       | Suffrages exprimés       | Suffrages exprimés       | Suffrages exprimés       | 7 762        | 95,71        | 7 634       | 92,62       |
| Votes blancs             | Votes blancs             | Votes blancs             | Votes blancs             | 222          | 2,74         | 382         | 4,63        |
| Votes nuls               | Votes nuls               | Votes nuls               | Votes nuls               | 126          | 1,55         | 226         | 2,74        |
| Total                    | Total                    | Total                    | Total                    | 8 110        | 100          | 8 242       | 100         |
| Abstention               | Abstention               | Abstention               | Abstention               | 13 030       | 61,64        | 12 898      | 61,01       |
| Inscrits / participation | Inscrits / participation | Inscrits / participation | Inscrits / participation | 21 140       | 38,36        | 21 140      | 38,99       |

### Canton d'Oloron-Sainte-Marie-1
| Candidats                | Candidats                 | Partis                   | Nuance                   | Premier tour | Premier tour | Second tour | Second tour |
| Candidats                | Candidats                 | Partis                   | Nuance                   | Voix         | %            | Voix        | %           |
| ------------------------ | ------------------------- | ------------------------ | ------------------------ | ------------ | ------------ | ----------- | ----------- |
|                          | Henri Bellegarde          | PS                       | UG                       | 2 488        | 34,76        | 3 987       | 55,78       |
|                          | Marie-Lyse Bistué         | PS                       | UG                       | 2 488        | 34,76        | 3 987       | 55,78       |
|                          | Lydie Althapé             | DVD                      | DVD                      | 1 807        | 25,25        | 3 161       | 44,22       |
|                          | Jean-Luc Marle            | DVD                      | DVD                      | 1 807        | 25,25        | 3 161       | 44,22       |
|                          | Daniel Lacrampe           | DVD                      | DVD                      | 1 407        | 19,66        |             |             |
|                          | Marie-Christine Navailles | DVD                      | DVD                      | 1 407        | 19,66        |             |             |
|                          | Vincent Metzger           | PCF                      | COM                      | 831          | 11,61        |             |             |
|                          | Aurélie Munoz-Giraudon    | PCF                      | COM                      | 831          | 11,61        |             |             |
|                          | Séverine Cottrelle        | RN                       | RN                       | 624          | 8,72         |             |             |
|                          | Henri Courrèges           | RN                       | RN                       | 624          | 8,72         |             |             |
|                          |                           |                          |                          |              |              |             |             |
| Suffrages exprimés       | Suffrages exprimés        | Suffrages exprimés       | Suffrages exprimés       | 7 157        | 95,31        | 7 148       | 92,57       |
| Votes blancs             | Votes blancs              | Votes blancs             | Votes blancs             | 203          | 2,70         | 341         | 4,42        |
| Votes nuls               | Votes nuls                | Votes nuls               | Votes nuls               | 149          | 1,98         | 233         | 3,02        |
| Total                    | Total                     | Total                    | Total                    | 7 509        | 100          | 7 722       | 100         |
| Abstention               | Abstention                | Abstention               | Abstention               | 8 852        | 54,10        | 8 643       | 52,81       |
| Inscrits / participation | Inscrits / participation  | Inscrits / participation | Inscrits / participation | 16 361       | 45,90        | 16 365      | 47,19       |

### Canton d'Oloron-Sainte-Marie-2
| Candidats                | Candidats                | Partis                   | Nuance                   | Premier tour | Premier tour | Second tour | Second tour |
| Candidats                | Candidats                | Partis                   | Nuance                   | Voix         | %            | Voix        | %           |
| ------------------------ | ------------------------ | ------------------------ | ------------------------ | ------------ | ------------ | ----------- | ----------- |
|                          | Laure Laborde            | DVC                      | DVC                      | 2 933        | 38,95        | 3 970       | 50,85       |
|                          | Clément Servat           | DVC                      | DVC                      | 2 933        | 38,95        | 3 970       | 50,85       |
|                          | Claude Aussant           | DVG                      | DVG                      | 2 670        | 35,45        | 3 837       | 49,15       |
|                          | Anne Barbet              | PS                       | DVG                      | 2 670        | 35,45        | 3 837       | 49,15       |
|                          | Anne Saouter             | PCF                      | COM                      | 987          | 13,11        |             |             |
|                          | Raymond Villalba         | PCF                      | COM                      | 987          | 13,11        |             |             |
|                          | Christophe Laborde       | RN                       | RN                       | 941          | 12,50        |             |             |
|                          | Marina Martin            | RN                       | RN                       | 941          | 12,50        |             |             |
|                          |                          |                          |                          |              |              |             |             |
| Suffrages exprimés       | Suffrages exprimés       | Suffrages exprimés       | Suffrages exprimés       | 7 531        | 94,31        | 7 807       | 92,47       |
| Votes blancs             | Votes blancs             | Votes blancs             | Votes blancs             | 276          | 3,46         | 387         | 4,58        |
| Votes nuls               | Votes nuls               | Votes nuls               | Votes nuls               | 178          | 2,23         | 249         | 2,95        |
| Total                    | Total                    | Total                    | Total                    | 7 985        | 100          | 8 443       | 100         |
| Abstention               | Abstention               | Abstention               | Abstention               | 10 070       | 55,77        | 9 619       | 53,26       |
| Inscrits / participation | Inscrits / participation | Inscrits / participation | Inscrits / participation | 18 055       | 44,23        | 18 062      | 46,74       |

### Canton d'Orthez et Terres des Gaves et du Sel
| Candidats                | Candidats                | Partis                   | Nuance                   | Premier tour | Premier tour | Second tour | Second tour |
| Candidats                | Candidats                | Partis                   | Nuance                   | Voix         | %            | Voix        | %           |
| ------------------------ | ------------------------ | ------------------------ | ------------------------ | ------------ | ------------ | ----------- | ----------- |
|                          | Isabelle Antier          | MoDem                    | DVD                      | 3 211        | 40,33        | 4 261       | 51,72       |
|                          | Jacques Pédéhontaà       | DVD                      | DVD                      | 3 211        | 40,33        | 4 261       | 51,72       |
|                          | Emmanuel Hanon           | PS                       | DVG                      | 2 789        | 35,03        | 3 978       | 48,28       |
|                          | Marie-Ange Minvielle     | DVG                      | DVG                      | 2 789        | 35,03        | 3 978       | 48,28       |
|                          | Benjamin Lagahe          | RN                       | RN                       | 1 033        | 12,98        |             |             |
|                          | Audrey Lanet             | RN                       | RN                       | 1 033        | 12,98        |             |             |
|                          | Frédéric Goeytes-Bedat   | PCF                      | COM                      | 522          | 6,56         |             |             |
|                          | Saphia Sazerat           | PCF                      | COM                      | 522          | 6,56         |             |             |
|                          | Eric Delteil             | POID                     | EXG                      | 406          | 5,10         |             |             |
|                          | Catherine Spitzer        | POID                     | EXG                      | 406          | 5,10         |             |             |
|                          |                          |                          |                          |              |              |             |             |
| Suffrages exprimés       | Suffrages exprimés       | Suffrages exprimés       | Suffrages exprimés       | 7 961        | 94,77        | 8 239       | 92,97       |
| Votes blancs             | Votes blancs             | Votes blancs             | Votes blancs             | 269          | 3,20         | 360         | 4,06        |
| Votes nuls               | Votes nuls               | Votes nuls               | Votes nuls               | 170          | 2,02         | 263         | 2,97        |
| Total                    | Total                    | Total                    | Total                    | 8 400        | 100          | 8 862       | 100         |
| Abstention               | Abstention               | Abstention               | Abstention               | 12 424       | 59,66        | 11 960      | 57,44       |
| Inscrits / participation | Inscrits / participation | Inscrits / participation | Inscrits / participation | 20 824       | 40,34        | 20 822      | 42,56       |

### Canton d'Ouzom, Gave et Rives du Neez
| Candidats                | Candidats                | Partis                   | Nuance                   | Premier tour | Premier tour | Second tour | Second tour |
| Candidats                | Candidats                | Partis                   | Nuance                   | Voix         | %            | Voix        | %           |
| ------------------------ | ------------------------ | ------------------------ | ------------------------ | ------------ | ------------ | ----------- | ----------- |
|                          | Jean Arriubergé          | DVG                      | DVG                      | 3 555        | 50,87        | 4 098       | 58,68       |
|                          | Valérie Cambon           | DVG                      | DVG                      | 3 555        | 50,87        | 4 098       | 58,68       |
|                          | Marc Canton              | UDI                      | DVD                      | 2 487        | 35,59        | 2 886       | 41,32       |
|                          | Corinne Tisnérat         | DVD                      | DVD                      | 2 487        | 35,59        | 2 886       | 41,32       |
|                          | Kethlyn Debray           | RN                       | RN                       | 946          | 13,54        |             |             |
|                          | Jean-Luc Richard         | RN                       | RN                       | 946          | 13,54        |             |             |
|                          |                          |                          |                          |              |              |             |             |
| Suffrages exprimés       | Suffrages exprimés       | Suffrages exprimés       | Suffrages exprimés       | 6 988        | 95,13        | 6 984       | 93,11       |
| Votes blancs             | Votes blancs             | Votes blancs             | Votes blancs             | 209          | 2,85         | 303         | 4,04        |
| Votes nuls               | Votes nuls               | Votes nuls               | Votes nuls               | 149          | 2,03         | 214         | 2,85        |
| Total                    | Total                    | Total                    | Total                    | 7 346        | 100          | 7 501       | 100         |
| Abstention               | Abstention               | Abstention               | Abstention               | 9 871        | 57,33        | 9 722       | 56,45       |
| Inscrits / participation | Inscrits / participation | Inscrits / participation | Inscrits / participation | 17 217       | 42,67        | 17 223      | 43,55       |

### Canton de Pau-1
| Candidats                | Candidats                | Partis                   | Nuance                   | Premier tour | Premier tour | Second tour | Second tour |
| Candidats                | Candidats                | Partis                   | Nuance                   | Voix         | %            | Voix        | %           |
| ------------------------ | ------------------------ | ------------------------ | ------------------------ | ------------ | ------------ | ----------- | ----------- |
|                          | Thibault Chenevière      | MoDem                    | MDM                      | 1 433        | 33,59        | 2 054       | 49,59       |
|                          | Josy Poueyto             | MoDem                    | MDM                      | 1 433        | 33,59        | 2 054       | 49,59       |
|                          | Franck Lamas             | G.s                      | UG                       | 1 020        | 23,91        | 2 088       | 50,41       |
|                          | Stéphanie Maza           | PS                       | UG                       | 1 020        | 23,91        | 2 088       | 50,41       |
|                          | Eurydice Bled            | EÉLV                     | ECO                      | 775          | 18,17        |             |             |
|                          | Yves Freyssinier         | EÉLV                     | ECO                      | 775          | 18,17        |             |             |
|                          | Claudie Cheyroux         | RN                       | RN                       | 658          | 15,42        |             |             |
|                          | Amine Laghmari           | RN                       | RN                       | 658          | 15,42        |             |             |
|                          | Danielle Raucoules       | PCF                      | COM                      | 291          | 6,82         |             |             |
|                          | Pepino Terpollini        | PCF                      | COM                      | 291          | 6,82         |             |             |
|                          | Catherine Beauchesne     | DLF                      | DSV                      | 89           | 2,09         |             |             |
|                          | Denis Bouzon             | DLF                      | DSV                      | 89           | 2,09         |             |             |
|                          |                          |                          |                          |              |              |             |             |
| Suffrages exprimés       | Suffrages exprimés       | Suffrages exprimés       | Suffrages exprimés       | 4 266        | 95,74        | 4 142       | 90,95       |
| Votes blancs             | Votes blancs             | Votes blancs             | Votes blancs             | 115          | 2,58         | 247         | 5,42        |
| Votes nuls               | Votes nuls               | Votes nuls               | Votes nuls               | 75           | 1,68         | 165         | 3,62        |
| Total                    | Total                    | Total                    | Total                    | 4 456        | 100          | 4 554       | 100         |
| Abstention               | Abstention               | Abstention               | Abstention               | 9 634        | 68,37        | 9 541       | 67,69       |
| Inscrits / participation | Inscrits / participation | Inscrits / participation | Inscrits / participation | 14 090       | 31,63        | 14 095      | 32,31       |

### Canton de Pau-2
| Candidats                | Candidats                | Partis                   | Nuance                   | Premier tour | Premier tour | Second tour | Second tour |
| Candidats                | Candidats                | Partis                   | Nuance                   | Voix         | %            | Voix        | %           |
| ------------------------ | ------------------------ | ------------------------ | ------------------------ | ------------ | ------------ | ----------- | ----------- |
|                          | Jean-François Maison     | DVG                      | DVG                      | 1 430        | 28,83        | 2 657       | 54,87       |
|                          | Karine Péré              | DVG                      | DVG                      | 1 430        | 28,83        | 2 657       | 54,87       |
|                          | Clarisse Jonhson         | MoDem                    | DVC                      | 1 305        | 26,31        | 2 185       | 45,13       |
|                          | Fayçal Karoui            | DVC                      | DVC                      | 1 305        | 26,31        | 2 185       | 45,13       |
|                          | Mickaël Beny             | RN                       | RN                       | 726          | 14,64        |             |             |
|                          | Nathalie Laborde         | RN                       | RN                       | 726          | 14,64        |             |             |
|                          | Aurélien Audard          | LFI                      | UGE                      | 625          | 12,60        |             |             |
|                          | Nathalie Torréjon        | EÉLV                     | UGE                      | 625          | 12,60        |             |             |
|                          | Guillaume Boisot         | DVD                      | DVD                      | 608          | 12,26        |             |             |
|                          | Annie Hild               | DVD                      | DVD                      | 608          | 12,26        |             |             |
|                          | Sylviane Mazèas-Dolorea  | PCF                      | COM                      | 157          | 3,17         |             |             |
|                          | Sébastien Solignac       | PCF                      | COM                      | 157          | 3,17         |             |             |
|                          | Claude Bouleau           | DLF                      | DSV                      | 109          | 2,20         |             |             |
|                          | Myriam Vicente           | DLF                      | DSV                      | 109          | 2,20         |             |             |
|                          |                          |                          |                          |              |              |             |             |
| Suffrages exprimés       | Suffrages exprimés       | Suffrages exprimés       | Suffrages exprimés       | 4 960        | 96,42        | 4 842       | 90,20       |
| Votes blancs             | Votes blancs             | Votes blancs             | Votes blancs             | 113          | 2,20         | 326         | 6,07        |
| Votes nuls               | Votes nuls               | Votes nuls               | Votes nuls               | 71           | 1,38         | 200         | 3,73        |
| Total                    | Total                    | Total                    | Total                    | 5 144        | 100          | 5 368       | 100         |
| Abstention               | Abstention               | Abstention               | Abstention               | 10 441       | 66,99        | 10 218      | 65,56       |
| Inscrits / participation | Inscrits / participation | Inscrits / participation | Inscrits / participation | 15 585       | 33,01        | 15 586      | 34,44       |

### Canton de Pau-3
| Candidats                | Candidats                | Partis                   | Nuance                   | Premier tour | Premier tour | Second tour | Second tour |
| Candidats                | Candidats                | Partis                   | Nuance                   | Voix         | %            | Voix        | %           |
| ------------------------ | ------------------------ | ------------------------ | ------------------------ | ------------ | ------------ | ----------- | ----------- |
|                          | André Arribes            | MoDem                    | MDM                      | 2 563        | 51,66        | 3 045       | 62,28       |
|                          | Monique Sémavoine        | MoDem                    | MDM                      | 2 563        | 51,66        | 3 045       | 62,28       |
|                          | Marianne Lajarige        | G.s                      | UG                       | 1 324        | 26,69        | 1 844       | 37,72       |
|                          | David Torres             | PS                       | UG                       | 1 324        | 26,69        | 1 844       | 37,72       |
|                          | Monique Becker           | RN                       | RN                       | 755          | 15,22        |             |             |
|                          | Jean-Luc Brassé          | RN                       | RN                       | 755          | 15,22        |             |             |
|                          | Ivan Lanta               | PCF                      | COM                      | 319          | 6,43         |             |             |
|                          | Claire Reyna-Sanchez     | PCF                      | COM                      | 319          | 6,43         |             |             |
|                          |                          |                          |                          |              |              |             |             |
| Suffrages exprimés       | Suffrages exprimés       | Suffrages exprimés       | Suffrages exprimés       | 4 961        | 95,31        | 4 889       | 92,72       |
| Votes blancs             | Votes blancs             | Votes blancs             | Votes blancs             | 149          | 2,86         | 230         | 4,36        |
| Votes nuls               | Votes nuls               | Votes nuls               | Votes nuls               | 95           | 1,83         | 154         | 2,92        |
| Total                    | Total                    | Total                    | Total                    | 5 205        | 100          | 5 273       | 100         |
| Abstention               | Abstention               | Abstention               | Abstention               | 9 213        | 63,90        | 9 147       | 63,43       |
| Inscrits / participation | Inscrits / participation | Inscrits / participation | Inscrits / participation | 14 418       | 36,10        | 14 420      | 36,57       |

### Canton de Pau-4
| Candidats                | Candidats                  | Partis                   | Nuance                   | Premier tour | Premier tour | Second tour | Second tour |
| Candidats                | Candidats                  | Partis                   | Nuance                   | Voix         | %            | Voix        | %           |
| ------------------------ | -------------------------- | ------------------------ | ------------------------ | ------------ | ------------ | ----------- | ----------- |
|                          | Jean Lacoste               | MoDem                    | DVC                      | 1 618        | 38,52        | 2 138       | 50,50       |
|                          | Véronique Lipsos-Sallenave | UDI                      | DVC                      | 1 618        | 38,52        | 2 138       | 50,50       |
|                          | Stéphane de Nodrest        | PS                       | UGE                      | 1 598        | 38,05        | 2 096       | 49,50       |
|                          | Philippe Glorieux          | EÉLV                     | UGE                      | 1 598        | 38,05        | 2 096       | 49,50       |
|                          | Gabriel Rey                | RN                       | RN                       | 688          | 16,38        |             |             |
|                          | Shannen Vanhems            | RN                       | RN                       | 688          | 16,38        |             |             |
|                          | Eric Frasca                | PCF                      | COM                      | 296          | 7,05         |             |             |
|                          | Michelle Merrouche         | PCF                      | COM                      | 296          | 7,05         |             |             |
|                          |                            |                          |                          |              |              |             |             |
| Suffrages exprimés       | Suffrages exprimés         | Suffrages exprimés       | Suffrages exprimés       | 4 200        | 95,13        | 4 234       | 92,81       |
| Votes blancs             | Votes blancs               | Votes blancs             | Votes blancs             | 150          | 3,40         | 206         | 4,52        |
| Votes nuls               | Votes nuls                 | Votes nuls               | Votes nuls               | 65           | 1,47         | 122         | 2,67        |
| Total                    | Total                      | Total                    | Total                    | 4 415        | 100          | 4 562       | 100         |
| Abstention               | Abstention                 | Abstention               | Abstention               | 8 766        | 66,50        | 8 624       | 65,40       |
| Inscrits / participation | Inscrits / participation   | Inscrits / participation | Inscrits / participation | 13 181       | 33,50        | 13 186      | 34,60       |

### Canton du Pays de Bidache, Amikuze et Ostibarre
| Candidats                | Candidats                | Partis                   | Nuance                   | Premier tour | Premier tour | Second tour | Second tour |
| Candidats                | Candidats                | Partis                   | Nuance                   | Voix         | %            | Voix        | %           |
| ------------------------ | ------------------------ | ------------------------ | ------------------------ | ------------ | ------------ | ----------- | ----------- |
|                          | Anne-Marie Bruthé        | MoDem                    | UCD                      | 4 067        | 52,47        | 4 990       | 63,49       |
|                          | Jean-Jacques Lasserre    | MoDem                    | UCD                      | 4 067        | 52,47        | 4 990       | 63,49       |
|                          | Émilie Dubois            | EH Bai                   | REG                      | 1 902        | 24,54        | 2 870       | 36,51       |
|                          | Xabi Larralde            | EH Bai                   | REG                      | 1 902        | 24,54        | 2 870       | 36,51       |
|                          | Lucien Betbeder          | ÉCO                      | ECO                      | 1 119        | 14,44        |             |             |
|                          | Michèle Doyhénart        | ÉCO                      | ECO                      | 1 119        | 14,44        |             |             |
|                          | Philippe Abarrategui     | RN                       | RN                       | 663          | 8,55         |             |             |
|                          | Béatrice Tristant        | RN                       | RN                       | 663          | 8,55         |             |             |
|                          |                          |                          |                          |              |              |             |             |
| Suffrages exprimés       | Suffrages exprimés       | Suffrages exprimés       | Suffrages exprimés       | 7 751        | 96,86        | 7 860       | 94,71       |
| Votes blancs             | Votes blancs             | Votes blancs             | Votes blancs             | 149          | 1,86         | 255         | 3,07        |
| Votes nuls               | Votes nuls               | Votes nuls               | Votes nuls               | 102          | 1,27         | 184         | 2,22        |
| Total                    | Total                    | Total                    | Total                    | 8 002        | 100          | 8 299       | 100         |
| Abstention               | Abstention               | Abstention               | Abstention               | 8 807        | 52,39        | 8 514       | 50,64       |
| Inscrits / participation | Inscrits / participation | Inscrits / participation | Inscrits / participation | 16 809       | 47,61        | 16 813      | 49,36       |

### Canton du Pays de Morlaàs et du Montanérès
| Candidats                | Candidats                | Partis                   | Nuance                   | Premier tour | Premier tour | Second tour | Second tour |
| Candidats                | Candidats                | Partis                   | Nuance                   | Voix         | %            | Voix        | %           |
| ------------------------ | ------------------------ | ------------------------ | ------------------------ | ------------ | ------------ | ----------- | ----------- |
|                          | Thierry Carrère          | MoDem                    | DVC                      | 3 446        | 46,82        | 4 394       | 62,97       |
|                          | Isabelle Lahore          | MoDem                    | DVC                      | 3 446        | 46,82        | 4 394       | 62,97       |
|                          | Stéphane Coillard        | PS                       | UGE                      | 1 950        | 26,49        | 2 584       | 37,03       |
|                          | Nicole Juyoux            | EÉLV                     | UGE                      | 1 950        | 26,49        | 2 584       | 37,03       |
|                          | Michèle Darricarrere     | RN                       | RN                       | 1 064        | 14,46        |             |             |
|                          | Alain Michel             | RN                       | RN                       | 1 064        | 14,46        |             |             |
|                          | Michel Chevalier         | DVG                      | DVG                      | 733          | 9,96         |             |             |
|                          | Frédérique Laugier       | DVG                      | DVG                      | 733          | 9,96         |             |             |
|                          | Martine Dupin            | DLF                      | DSV                      | 167          | 2,27         |             |             |
|                          | Alain Laurent            | DLF                      | DSV                      | 167          | 2,27         |             |             |
|                          |                          |                          |                          |              |              |             |             |
| Suffrages exprimés       | Suffrages exprimés       | Suffrages exprimés       | Suffrages exprimés       | 7 360        | 94,57        | 6 978       | 91,80       |
| Votes blancs             | Votes blancs             | Votes blancs             | Votes blancs             | 290          | 3,73         | 380         | 5,00        |
| Votes nuls               | Votes nuls               | Votes nuls               | Votes nuls               | 133          | 1,71         | 243         | 3,20        |
| Total                    | Total                    | Total                    | Total                    | 7 783        | 100          | 7 601       | 100         |
| Abstention               | Abstention               | Abstention               | Abstention               | 11 124       | 58,84        | 11 302      | 59,79       |
| Inscrits / participation | Inscrits / participation | Inscrits / participation | Inscrits / participation | 18 907       | 41,16        | 18 903      | 40,21       |

### Canton de Saint-Jean-de-Luz
| Candidats                | Candidats                | Partis                   | Nuance                   | Premier tour | Premier tour | Second tour | Second tour |
| Candidats                | Candidats                | Partis                   | Nuance                   | Voix         | %            | Voix        | %           |
| ------------------------ | ------------------------ | ------------------------ | ------------------------ | ------------ | ------------ | ----------- | ----------- |
|                          | Emmanuel Alzuri          | DVD                      | UD                       | 4 098        | 48,74        | 4 948       | 55,50       |
|                          | Patricia Arribas-Olano   | LR                       | UD                       | 4 098        | 48,74        | 4 948       | 55,50       |
|                          | Peio Etcheverry-Ainchart | EH Bai                   | REG                      | 3 279        | 39,00        | 3 967       | 44,50       |
|                          | Leire Larrasa            | EH Bai                   | REG                      | 3 279        | 39,00        | 3 967       | 44,50       |
|                          | Gilles Hustaix           | RN                       | RN                       | 1 031        | 12,26        |             |             |
|                          | Virginie Roth            | RN                       | RN                       | 1 031        | 12,26        |             |             |
|                          |                          |                          |                          |              |              |             |             |
| Suffrages exprimés       | Suffrages exprimés       | Suffrages exprimés       | Suffrages exprimés       | 8 408        | 95,73        | 8 915       | 94,76       |
| Votes blancs             | Votes blancs             | Votes blancs             | Votes blancs             | 252          | 2,87         | 292         | 3,10        |
| Votes nuls               | Votes nuls               | Votes nuls               | Votes nuls               | 123          | 1,40         | 201         | 2,14        |
| Total                    | Total                    | Total                    | Total                    | 8 783        | 100          | 9 408       | 100         |
| Abstention               | Abstention               | Abstention               | Abstention               | 14 663       | 62,54        | 14 043      | 59,88       |
| Inscrits / participation | Inscrits / participation | Inscrits / participation | Inscrits / participation | 23 446       | 37,46        | 23 451      | 40,12       |

### Canton des Terres des Luys et Coteaux du Vic-Bilh
| Candidats                | Candidats                | Partis                   | Nuance                   | Premier tour | Premier tour | Second tour | Second tour |
| Candidats                | Candidats                | Partis                   | Nuance                   | Voix         | %            | Voix        | %           |
| ------------------------ | ------------------------ | ------------------------ | ------------------------ | ------------ | ------------ | ----------- | ----------- |
|                          | Geneviève Berge          | UDI                      | DVD                      | 3 912        | 44,74        | 4 962       | 56,75       |
|                          | Charles Pelanne          | DVD                      | DVD                      | 3 912        | 44,74        | 4 962       | 56,75       |
|                          | Karine Laplace Noble     | DVG                      | DVG                      | 3 186        | 36,44        | 3 781       | 43,25       |
|                          | Benoît Monplaisir        | DVG                      | DVG                      | 3 186        | 36,44        | 3 781       | 43,25       |
|                          | Elodie Debray            | RN                       | RN                       | 1 278        | 14,62        |             |             |
|                          | Romain Martin            | RN                       | RN                       | 1 278        | 14,62        |             |             |
|                          | Angélique Diaz           | DLF                      | DSV                      | 368          | 4,21         |             |             |
|                          | Pascal Lacoste           | DLF                      | DSV                      | 368          | 4,21         |             |             |
|                          |                          |                          |                          |              |              |             |             |
| Suffrages exprimés       | Suffrages exprimés       | Suffrages exprimés       | Suffrages exprimés       | 8 744        | 95,73        | 8 743       | 94,01       |
| Votes blancs             | Votes blancs             | Votes blancs             | Votes blancs             | 251          | 2,75         | 344         | 3,70        |
| Votes nuls               | Votes nuls               | Votes nuls               | Votes nuls               | 139          | 1,52         | 213         | 2,29        |
| Total                    | Total                    | Total                    | Total                    | 9 134        | 100          | 9 300       | 100         |
| Abstention               | Abstention               | Abstention               | Abstention               | 11 627       | 56,00        | 11 464      | 55,21       |
| Inscrits / participation | Inscrits / participation | Inscrits / participation | Inscrits / participation | 20 761       | 44,00        | 20 764      | 44,79       |

### Canton d'Ustaritz-Vallées de Nive et Nivelle
| Candidats                | Candidats                | Partis                   | Nuance                   | Premier tour | Premier tour | Second tour | Second tour |
| Candidats                | Candidats                | Partis                   | Nuance                   | Voix         | %            | Voix        | %           |
| ------------------------ | ------------------------ | ------------------------ | ------------------------ | ------------ | ------------ | ----------- | ----------- |
|                          | Philippe Echevarria      | DVD                      | UCD                      | 3 657        | 42,14        | 5 092       | 58,20       |
|                          | Bénédicte Luberriaga     | DVD                      | UCD                      | 3 657        | 42,14        | 5 092       | 58,20       |
|                          | Santiago Capendeguy      | EH Bai                   | REG                      | 2 518        | 29,01        | 3 657       | 41,80       |
|                          | Joana Irigaray           | EH Bai                   | REG                      | 2 518        | 29,01        | 3 657       | 41,80       |
|                          | Léopoldine Brand         | EÉLV                     | ECO                      | 1 381        | 15,91        |             |             |
|                          | Jérémy Savatier          | EÉLV                     | ECO                      | 1 381        | 15,91        |             |             |
|                          | Sylviane Lopez           | RN                       | RN                       | 1 123        | 12,94        |             |             |
|                          | Serge Pinna              | RN                       | RN                       | 1 123        | 12,94        |             |             |
|                          |                          |                          |                          |              |              |             |             |
| Suffrages exprimés       | Suffrages exprimés       | Suffrages exprimés       | Suffrages exprimés       | 8 679        | 95,41        | 8 749       | 92,33       |
| Votes blancs             | Votes blancs             | Votes blancs             | Votes blancs             | 273          | 3,00         | 460         | 4,85        |
| Votes nuls               | Votes nuls               | Votes nuls               | Votes nuls               | 145          | 1,59         | 267         | 2,82        |
| Total                    | Total                    | Total                    | Total                    | 9 097        | 100          | 9 476       | 100         |
| Abstention               | Abstention               | Abstention               | Abstention               | 16 302       | 64,18        | 15 922      | 62,69       |
| Inscrits / participation | Inscrits / participation | Inscrits / participation | Inscrits / participation | 25 399       | 35,82        | 25 398      | 37,31       |

### Canton des Vallées de l'Ousse et du Lagoin
| Candidats                | Candidats                  | Partis                   | Nuance                   | Premier tour | Premier tour | Second tour | Second tour |
| Candidats                | Candidats                  | Partis                   | Nuance                   | Voix         | %            | Voix        | %           |
| ------------------------ | -------------------------- | ------------------------ | ------------------------ | ------------ | ------------ | ----------- | ----------- |
|                          | Marie-Pierre Cabanne       | PS                       | DVG                      | 3 579        | 41,63        | 4 510       | 53,24       |
|                          | Michel Minvielle           | DVG                      | DVG                      | 3 579        | 41,63        | 4 510       | 53,24       |
|                          | Marie-Ange Cazala-Croutzet | DVD                      | DVD                      | 3 092        | 35,96        | 3 961       | 46,76       |
|                          | Didier Larrazabal          | DVD                      | DVD                      | 3 092        | 35,96        | 3 961       | 46,76       |
|                          | Françoise Badia-Ferrou     | RN                       | RN                       | 1 193        | 13,88        |             |             |
|                          | Kévin Colin                | RN                       | RN                       | 1 193        | 13,88        |             |             |
|                          | Babette Montier            | PCF                      | COM                      | 485          | 5,64         |             |             |
|                          | Joël Yan                   | PCF                      | COM                      | 485          | 5,64         |             |             |
|                          | Jordan Castro              | DLF                      | DSV                      | 249          | 2,90         |             |             |
|                          | Christine Ricart           | DLF                      | DSV                      | 249          | 2,90         |             |             |
|                          |                            |                          |                          |              |              |             |             |
| Suffrages exprimés       | Suffrages exprimés         | Suffrages exprimés       | Suffrages exprimés       | 8 598        | 95,29        | 8 471       | 92,65       |
| Votes blancs             | Votes blancs               | Votes blancs             | Votes blancs             | 234          | 2,59         | 386         | 4,22        |
| Votes nuls               | Votes nuls                 | Votes nuls               | Votes nuls               | 191          | 2,12         | 286         | 3,13        |
| Total                    | Total                      | Total                    | Total                    | 9 023        | 100          | 9 143       | 100         |
| Abstention               | Abstention                 | Abstention               | Abstention               | 13 117       | 59,25        | 13 005      | 58,72       |
| Inscrits / participation | Inscrits / participation   | Inscrits / participation | Inscrits / participation | 22 140       | 40,75        | 22 148      | 41,28       |